# Actenobius pleuralis
Actenobius pleuralis is een keversoort uit de familie klopkevers (Anobiidae). De wetenschappelijke naam van de soort is voor het eerst geldig gepubliceerd in 1898 door Casey.